# George Sluizer (radiopresentator)
George Samuel Sluizer (Amsterdam, 7 juli 1901 – Bussum, 11 december 1982) was een Nederlandse radiopresentator.
Sluizer werkte voor Philips, vanaf 1920 in Parijs. Hij hielp daar Joodse vluchtelingen en werkte in 1940 mee aan uitzendingen van Radio Vrij Nederland. Vanuit Parijs vluchtte hij in 1942 naar Londen en kwam daar te werken bij Radio Oranje. Aan het eind van de oorlog reisde hij af naar Nederland om mee te werken aan Radio Herrijzend Nederland.
Sluizer begon zijn verslagen steevast met een groet aan de "luisteraars, in Nederland, in oost en west, op zee of waar ook ter wereld". Deze introductie werd na de oorlog letterlijk overgenomen door sportverslaggever Dick van Rijn.
Na de oorlog richtte hij met Henk van den Broek de Wereldomroep op. Tot 1956 was hij daaraan verbonden als programmaleider. Hij werd secretaris-generaal van het Nederlands Instituut voor Internationale Culturele Betrekkingen en de Europese Culturele Stichting. 
George Sluizer  was getrouwd met  Noorse Else Olea Backe (Christiania, 1904- Laren, 1985) en is de vader van cineast George Sluizer.